# 全国人民代表大会常务委员会办公厅新闻局
全国人民代表大会常务委员会办公厅新闻局（简称全国人大常委会办公厅新闻局），是全国人民代表大会常务委员会办公厅内设机构。

## 沿革
1987年7月，全国人大常委会办公厅增设新闻局、人事局，形成七局一室的格局。1987年7月，在彭真的关怀下，全国人大常委会办公厅新闻局成立。当时新闻局的主要职责是：（1）每次常委会会议召开前，适时召开新闻发布会，发布会议日程、议程和主要内容，让人民群众有知情权、监督权。（2）在会议期间配合各新闻单位及时、全面、准确地发布新闻，报道会议的民主氛围；具体负责实施各次全国人代会中外记者的组织协调工作。参加报道人代会的中外记者当时已一千多人，需要协调好、组织好、服务好。（3）收集记者可能提出的问题，并配合国务院有关部委商定必要的应答口径。为增强人民群众的知情权和监督权，提升中国的传播力和影响力，同年党和政府又批准全国人大常委会办公厅、国务院、外交部率先建立新闻发言人制度。全国人大常委会办公厅新闻发布会每两个月举办一次。全国人大常委会办公厅新闻发言人由全国人大常委会办公厅新闻局局长兼任。新闻局的日常工作还包括每日汇集有关民主法制建设的社会舆情，采集宣传人大代表依法履行职权的事迹。新闻局采编出版的《人民代表》一书是1980年代第一本讴歌各条战线人大代表的通讯集，发行量达到25000册。

## 机构设置
- 一处
- 二处[4]

## 历任领导
| 局长 - 张虎生（1987年7月—1990年5月） - 周成奎（1990年10月—？） - 郭瑞（？—？） - 韩晓武（？—？） - 阚珂（？—？） - 何绍仁（？—？） - 金晴中（？—） 巡视员 …… - 沈掌荣（？—？） - 何绍仁（？—？） - 王效云（？—？） | 副局长 …… - 郑允海（？—？） - 沈掌荣（？—？） - 陈鹏（？—？） - 何绍仁（？—？，正局级，巡视员兼） - 钟雪泉（？—？） - 王效云（？—？） - 曲卫国（？—？） 副巡视员 …… - 钟雪泉（？—？） - 王效云（？—？） - 赵莉（？—？） |

## 附：全国人民代表大会会议新闻发言人
1983年，六届全国人大一次会议开始设立大会新闻发言人制度。大会新闻发言人仅在大会召开期间工作，和新闻局互相没有隶属关系，也和全国人大常委会办公厅新闻发言人（见上文）无关。21世纪初，每年召开全国“两会”（指同期召开的全国人大会议和全国政协会议）期间，通常事先成立全国“两会”新闻报道组，负责全国“两会”的新闻报道组织工作，由全国人大会议新闻发言人担任组长，新闻报道组的其他负责人由包括全国人大常委会办公厅新闻局等单位在内的方方面面的人组成。
1987年全国人大常委会办公厅新闻局成立。1988年是新闻局成立后第一次召开全国人民代表大会会议，也是换届年。1988年4月13日下午，大会闭幕后，应七届全国人大一次会议新闻发言人曾涛的邀请，新当选的国务院总理李鹏和副总理姚依林、田纪云、吴学谦在人民大会堂出席了有400多名中外记者参加的记者招待会，这是历史上首次在全国人大会议闭幕后邀请国务院总理、副总理出席记者见面会，并由此形成惯例延续至今（只有1992年没有举行总理记者会）。21世纪初，这种总理记者招待会是由全国“两会”新闻报道组下设的记者招待会组负责组织。
历任大会新闻发言人是：
- 曾涛（1983年—1988年，第六、七届）
- 姚广（1989年—1992年，第七届）
- 周觉（1993年—1997年，第八届）
- 曾建徽（1998年—2002年，第九届）
- 姜恩柱（2003年—2008年，第十、十一届）
- 李肇星（2009年—2012年，第十一届）
- 傅莹（2013年—，第十二届）[24]